# Jerai Grant
Ne doit pas être confondu avec Jerami Grant.
Pour les articles homonymes, voir Grant.
Harvey Jerai Grant, né le 10 janvier 1989 à Bowie au Maryland, est un joueur américain de basket-ball. C'est le fils de Harvey Grant et le grand frère de Jerami Grant et Jerian Grant.

## Biographie
En août 2013, il signe en Israël à l'Hapoël Holon.
Le 13 décembre 2013, il signe en Lettonie au BK Ventspils. Le 28 juillet 2014, il prolonge son contrat avec le club letton.
Le 25 juillet 2015, il part en Lituanie où il signe au Klaipėdos Neptūnas. Le 10 juillet 2016, il prolonge son contrat avec le club lituanien.
Le 17 août 2017, il part en Italie où il signe au Basket Ravenne PM.
Le 15 mai 2018, il signe avec les Trotamundos de Carabobo au Vénézuéla.
Le 25 mai 2019, il signe en France à la SIG Strasbourg. En 2020, il s'engage avec le club grec de l'AEK Athènes.

## Palmarès
- Championnat de Lettonie (1) :
  - Vainqueur : 2014.